# 定岡小百合
定岡 小百合（さだおか さゆり、1955年9月4日 - ）は、日本の女性声優。神奈川県出身。プロダクション・エース所属。

## 来歴
玉川大学文学部芸術学科演劇専攻科卒業。
以前は劇団銅鑼（1979年 - 1982年）、オフ・センターT.A.K、81プロデュース（1983年 - 1989年）、江崎プロダクション（1990年以降）に所属していた。

## 人物
趣味・特技は剣道（初段）。

## 出演
太字はメインキャラクター。

### テレビアニメ
1993年
- クレヨンしんちゃん（1993年 - 2024年、女性店員A、コモロヲの母、せんべい屋さん、ノノばあさん、育菜の母 他）
- コボちゃん
- ドラえもん（テレビ朝日版第1期）（1993年 - 2002年、しずかのおばさん、主婦、子供B、キャッチャー、女の人A）

1994年
- 忍たま乱太郎（1994年 - 2016年、女忍者、山賊の妻、主婦、おばあさん、うどん屋の客）
- 勇者警察ジェイデッカー（舞子、シスター七瀬）
- ルパン三世 燃えよ斬鉄剣

1995年
- 黄金勇者ゴルドラン（1995年 - 1996年、シリアス・ワルザック）
- それいけ!アンパンマン（魔女〈2代目〉）
- バーチャファイター（女、J6-No3）

1996年
- いじわるばあさん（お八重、百合子）
- きこちゃんすまいる（直木さんの母）
- YAT安心!宇宙旅行（老婆）

1998年
- LEGEND OF BASARA（老婆）

1999年
- キョロちゃん（1999年 - 2001年、リンクル、町の女性、アナウンサー、公園ママA、チビシバシバ 他）
- 週刊ストーリーランド（ナレーション）
- ぶぶチャチャ（1999年 - 2001年、おばあちゃん） - 2シリーズ

2000年
- 幻想魔伝 最遊記（半おばさん）
- とっとこハム太郎（おばあさん）
- ニャニがニャンだー ニャンダーかめん（カァコ）

2001年
- X -エックス-（婆）
- 名探偵コナン（2001年 - 2020年、富野美晴、目白美砂、壬生モヨノ、おばさん）

2002年
- あたしンち（2002年 - 2009年、TVの声2、店員B、仲居、隣のおばさん、女将 他）
- 攻殻機動隊 STAND ALONE COMPLEX（加護の母）
- ちびまる子ちゃん（おばあさん）
- 花田少年史（吉川のバアちゃん）
- ふぉうちゅんドッグす（マダム）

2003年
- WOLF'S RAIN（お婆さん）
- スクラップド・プリンセス（リタばあさん）
- 無限戦記ポトリス（老婆）

2004年
- 北へ。〜Diamond Dust Drops〜（茜木早苗）
- 攻殻機動隊 S.A.C. 2nd GIG（院長）
- DearS（ミゥのおばあさん）
- 火の鳥（老婆）
- 焼きたて!!ジャぱん（東稗子）

2005年
- ギャラリーフェイク（友美の母）
- D.C.S.S. 〜ダ・カーポ セカンドシーズン〜（アイシアの祖母）
- MONSTER（マルティンの母）
- 雪の女王（マーレン）

2006年
- Project BLUE 地球SOS（レニ夫人）
- 無敵看板娘（鬼丸真紀子）

2007年
- 恋する天使アンジェリーク〜かがやきの明日〜（園長）
- 古代王者 恐竜キング Dキッズ・アドベンチャー（シルバ）
- しゅごキャラ!（羊田ミミ子）
- デルトラクエスト（プリンの母）
- ルパン三世 霧のエリューシヴ
- レ・ミゼラブル 少女コゼット（修道院院長）

2008年
- 黒執事（ビクトリア女王〈高齢者〉）
- 地獄少女 三鼎（晴子）
- それいけ!アンパンマン（マジョママ）
- 秘密 〜The Revelation〜（栗田華子）
- 我が家のお稲荷さま。（大ばば様）

2009年
- アラド戦記〜スラップアップパーティー〜（風麗）
- 源氏物語千年紀 Genji（尼さん）
- ご姉弟物語（2009年 - 2010年、駄菓子屋のおばあちゃん、喜平の妻）
- 蒼天航路（女房）
- そらのおとしもの（公民館のバアちゃん、おばちゃん、銭湯のオバサン）

2010年
- おまもりひまり（優人の祖母・佐和婆）
- サザエさん（2010年 - 2024年、コロッケ屋夫人、女性2、絹代 他）

2011年
- うさぎドロップ（憲一の妻）
- TIGER & BUNNY（鏑木安寿）
- ドラえもん（テレビ朝日版第2期）（2011年 - 2021年、主婦、セレブA、おばあさん、母親）
- 毎日かあさん（イヨさん）

2012年
- Another（天根）
- 戦国コレクション（春日タエ）

2013年
- ぎんぎつね（天本芳実）
- 問題児たちが異世界から来るそうですよ?（グライケン）

2014年
- Wake Up, Girls!（真夢の祖母）

2015年
- 怪盗ジョーカー（メデューサ）
- 牙狼 -紅蓮ノ月-（媼）
- 牙狼〈GARO〉-炎の刻印-（ララの祖母）
- 新あたしンち（おかみ）

2016年
- 甘々と稲妻（シッターの田辺）
- くまみこ（老婆）
- クラシカロイド（歌苗の祖母）
- ステラのまほう（珠輝の祖母）
- ハルチカ 〜ハルタとチカは青春する〜（後藤の祖母）

2017年
- いぬやしき（老人）
- 牙狼〈GARO〉-VANISHING LINE-（老婆）

2018年
- デスマーチからはじまる異世界狂想曲（幻想の森の魔女）
- ミイラの飼い方（受付鬼）
- されど罪人は竜と踊る（カルプルニア）
- レイトン ミステリー探偵社 〜カトリーのナゾトキファイル〜（リリア・アスポワロ）
- BANANA FISH（スウルー）
- ゾンビランドサガ（TV番組の司会）
- 抱かれたい男1位に脅されています。（西條鈴子）

2019年
- サークレット・プリンセス（優佳の祖母）
- キャロル&チューズデイ（エリザベス）
- 妖怪ウォッチ!（おばあさん）
- 八月のシンデレラナイン（教頭先生）

2020年
- 映像研には手を出すな!（金森の叔母さん）
- フルーツバスケット（繭子の母）
- 彼女、お借りします（2020年 - 2025年、一ノ瀬小百合） - 4シリーズ
- GREAT PRETENDER（ポーラ・ディキンス）
- 憂国のモリアーティ（スザンナ）

2021年
- 呪術廻戦（女性）
- 白い砂のアクアトープ（おばあ）
- うらみちお兄さん（小百合）
- takt op.Destiny（サリー）

2022年
- ユーレイデコ（マダム44）

2023年
- ヴィンランド・サガ（奥様）
- 魔法使いの嫁 SEASON2（リズベス・サージェント） - 2シリーズ
- アンデッドガール・マーダーファルス（レギ婆）

2024年
- キングダム（混）
- となりの妖怪さん（杉本こづえ）
- 烏は主を選ばない（お凌の方）
- 青のミブロ（2024年 - 2025年、婆ちゃん）

2025年
- 沖縄で好きになった子が方言すぎてツラすぎる（比嘉のおばあ）
- 薬屋のひとりごと（女帝）
- 公女殿下の家庭教師（シェリー・ウォーカー）
- 光が死んだ夏（おばちゃん）
- ずたぼろ令嬢は姉の元婚約者に溺愛される（タニア）

### 劇場アニメ
1994年
- ライヤンツーリーのうた（とも子の母）

1995年
- ルパン三世 くたばれ!ノストラダムス（老婆）

1996年
- ブラック・ジャック 劇場版（フェンディ）

1997年
- ウルトラニャン 星空から舞い降りたふしぎネコ（アンコ）

1998年
- ウルトラニャン2 ハッピー大作戦（アンコ）

2007年
- 河童のクゥと夏休み（宿の客〈妻〉）
- ふるさと-JAPAN（大家の島津さん）

2011年
- 劇場版 そらのおとしもの 時計じかけの哀女神（おばちゃん）

2012年
- 劇場版 TIGER & BUNNY -The Beginning-（鏑木安寿）

2014年
- Wake Up, Girls! 七人のアイドル（真夢の祖母）
- 劇場版 TIGER & BUNNY -The Rising-（鏑木安寿）

2018年
- 詩季織々「陽だまりの朝食」（祖母）

2022年
- 鹿の王 ユナと約束の旅（オウマの妻）

2023年
- アリスとテレスのまぼろし工場（市民J）

### OVA
1993年
- 創竜伝（1992年 - 1993年）

1994年
- 銀河英雄伝説

1996年
- 転校生（綾瀬小百合）

1999年
- ブラック・ジャック（柳子）

2000年
- 世にも恐ろしい日本昔話（老婆、婆さん、太郎の母、遊女、美女C、牢番の女）

2011年
- SUPERNATURAL: THE ANIMATION（老婦人）
- ブラック・ジャック FINAL（理事）

2014年
- ニセコイ（神主）※コミックス第14巻アニメDVD付予約限定版

### Webアニメ
- FASTENING DAYS（2014年、アンナ[18]）
- 機動戦士ガンダム サンダーボルト（2017年、モニカ・ハンフリー）
- TIGER & BUNNY 2（2022年、鏑木安寿）

### ゲーム
1996年
- カオス・コントロール（ヨーコ・ナカムラ）

1998年
- AZEL -パンツァードラグーン RPG-（イダ）
- エフィカス この想いを君に…（市井悦子）
- 新世代ロボット戦記ブレイブサーガ（シリアス・ワルザック）
- 玉繭物語（アダ）
- どきどきポヤッチオ（ブレンダ）
- ロストチルドレン（ペブル）

1999年
- 俺の料理（主人公、花男）
- シェンムー 一章横須賀（夏秀玉）

2000年
- ブレイブサーガ2（シリアス・ワルザック）
- ラグナキュール レジェンド（バーバラ）

2002年
- ガチャろく（まさお）

2003年
- ガチャろく2〜今度は世界一周よ!!〜（まさお）
- バテン・カイトス 終わらない翼と失われた海（バーナム、アルマード）

2004年
- 3年B組金八先生 伝説の教壇に立て!（ヒカルの母）
- DearS（おばあさん）

2005年
- フェイブル
- ローグギャラクシー（魔女〈女王〉）

2006年
- 戦国BASARA2
- マブラヴ オルタネイティブ（侍女）

2007年
- ゴッド・オブ・ウォーII 終焉への序曲（エウリュアレ、クロト）
- 戦国BASARA2 英雄外伝
- レインボーシックス ベガス
- ローグギャラクシー ディレクターズカット（魔女〈女王〉）

2008年
- 侍道3（村人、町娘、子供）
- drastic Killer（マーサ）

2010年
- ALAN WAKE（シンシア・ウィーバー）
- HEAVY RAIN 心の軋むとき（アン・シェパード）

2014年
- Destiny（エリス・モーン）

2017年
- レイトン ミステリージャーニー カトリーエイルと大富豪の陰謀（リリア・アスポワロ)

2019年
- Far Cry New Dawn（ナナ）
- スターリンク バトル・フォー・アトラス （ヘスペラ・ソーン）
- Destiny 2（エリス・モーン）
- ドラゴンクエストXI 過ぎ去りし時を求めて S

2021年
- メギド72（2021年 - 2023年、アルマロス）

2022年
- ドラゴンクエストX 天星の英雄たち オンライン（巫女クラメ）
- タクティクスオウガ リボーン

2024年
- プロジェクトセカイ カラフルステージ! feat. 初音ミク（2024年 - 2025年、有澤日菜子〈おばあさん〉）
- ファイナルファンタジーVII リバース
- ファミコン探偵倶楽部 笑み男（久瀬よし江）

### ドラマCD
- ANIMAL X（ユタ）
- 黄金勇者ゴルドラン CDサウンド・ムービー・ショウ 華麗な探偵 ワルザック・ブラザーズ〜死神の逆位置（シリアス・ワルザック）
- 交渉人シリーズ（さゆり）
  - 交渉人は黙らない
  - 交渉人は疑わない
- COLDシリーズ（奥さん）
  - COLD SLEEP
  - COLD FEVER
- SUPER LOVERS1 - 2（フミエ）
- 瀬戸の花嫁（永澄の祖母）
- 毎日晴天! 4 子供の言い分（女主）
- 作る少年、食う男（ブリジット）

### 吹き替え

#### 映画
- アーネスト式プロポーズ（プリズム〈アンナ・マッセイ〉）
- 愛さずにはいられない
- アイ,トーニャ 史上最大のスキャンダル（ラヴォナ・ゴールデン〈アリソン・ジャネイ〉）
- 愛と哀しみの果て（サラ・ベルフィールド〈レイチェル・ケンプソン〉）※ソフト版
- アウト・フォー・ジャスティス（リッチーの母親）※テレビ朝日版
- 悪魔の棲む部屋
- 悪魔を憐れむ歌 ※ソフト版
- アストロ・コップ（ミランダ）
- アダムス・ファミリー2（ジョエルの母〈ジュリー・ハルストン〉）※ソフト版・日本テレビ版
- あなたに逢えるその日まで…（ソフィア・モンロー〈ニナ・フォック〉）
- あなたに降る夢（判事）
- アニー2（ファウラー先生〈アン・モリッシュ〉）
- あの子を探して（駅のアナウンス係）
- アバウト・ア・ボーイ
- アビエイター（ヘプバーンの母〈フランセス・コンロイ〉）
- アフロ忍者（メアリー〈マーラ・ギブス〉）
- アメリ（ジーナ）
- アリス・イン・ワンダーランド（長身の薔薇、デカ鼻女）※劇場公開版
- ある日どこかで（ローラ・ロバーツ〈テレサ・ライト〉[25]）※BSテレ東版
- ある日モテ期がやってきた（カークの母親〈デブラ・ジョー・ラップ〉）
- アンデルセン 夢と冒険の物語（マイスリング夫人）
- E.T. ※DVD版
- 愛しのベス・クーパー
- 愛しのローズマリー
- イン・アメリカ/三つの小さな願いごと（病院理事）
- インサイド・マン（ミリアム・ダグラス）
- インタビュー・ウィズ・ヴァンパイア（服の仕立て屋）※フジテレビ版
- インデペンデンス・デイ（エレノア・クリフト）※ソフト版
- インテンシティ/緊迫（ミリアム・ブライナード〈パイパー・ローリー〉）
- イン・ハー・シューズ（サイデル・フェラー〈キャンディス・アザラ〉）
- 陰謀のセオリー
- ヴァンパイア・イン・ブルックリン ※フジテレビ版
- ヴァンパイア・ハンター
- ウィリーズ・ワンダーランド（ルンド保安官〈ベス・グラント〉）
- ヴィレッジ（クラック夫人〈チェリー・ジョーンズ〉）※ソフト版
- ウォーキング・トール2（エマ・プレスコット）
- ウォール・ストリート
- 麗しのサブリナ（マッカードル）※ソフト版
- エアポート2011（フランクリン）
- エクソシスト トゥルー・ストーリー（フィリス・マンハイム）※ソフト版
- エド・ゲイン（ベラ・メイソン）
- エドtv（ジャネット・ペカーニ〈サリー・カークランド〉）
- オースティンランド 恋するテーマパーク（ワトルズブルック夫人〈ジェーン・シーモア〉）
- オーストラリア
- オフビート（ルシンダ）※テレビ東京版
- ガール6（店主の妻）
- かえるくんとマックス（祖母）
- 彼女はホログラム・スター
- 神様メール（女神〈ヨランド・モロー〉）
- ギフト
- キャスパー
- キャスパー マジカル・ウェンディ（ファニー〈テリー・ガー〉）
- キャッチ・ミー・イフ・ユー・キャン（キャロル・ストロング）
- クライング・フリーマン（メリー）
- クロッシング・ガード（ヘレン・ブース〈パイパー・ローリー〉）
- 月下の恋（年老いたジプシーの女性）
- ゴースト/ニューヨークの幻
- コーンヘッズ（校長〈ジュリア・スウィーニー〉）
- 恍惚（カトリーヌの母）
- 31（ヴィーナス・ヴァーゴ〈メグ・フォスター〉）
- サイコハウス（メル・オルソン）
- サイレントヒル（ダリア・ギレスピー〈デボラ・カーラ・アンガー〉）
- サイレントヒル: リベレーション3D（ダリア・ギレスピー〈デボラ・カーラ・アンガー〉）
- サウンド・オブ・ミュージック（カタリナ）※テレビ東京版
- サスペリアPART2（ヘルガ・ウルマン〈マーシャ・メリル〉）※ソフト版
- ザ・ネゴシエーター 交渉人（シャピロ判事〈ポウラ・シャウ〉）
- サバイビング・ゲーム（ホームレスの女性）
- サンタリア 魔界怨霊
- 幸せのちから（チュー夫人）※ソフト版
- ジェイン・エア（スカッチャード〈ジェラルディン・チャップリン〉）
- 地獄の殺人救急車/狙われた金髪の美女（ファインスタイン）
- 上海の伯爵夫人（オルガ・ベリンスカヤ〈リン・レッドグレイヴ〉）
- ジャイアント・ベビー（コンスタンス〈レズリー・ニール〉、通行人女性）※ソフト版
- シャギー・ドッグ（クレア・ウィテカー判事〈ジェーン・カーティン〉）
- ジュマンジ（トーマス夫人〈ジリアン・バーバー〉）※テレビ朝日版
- ショコラ（オデル〈レスリー・キャロン〉）※ソフト版
- Shopgirl/恋の商品価値（キャサリン・バターズフィールド〈フランセス・コンロイ〉）
- ジョン・カーター（サルコジャ〈ポリー・ウォーカー〉）
- ジョン・キャンディの大進撃（ハニー〈リー・パールマン〉）
- 知らなすぎた男（フロー・シュースター）
- 人生スイッチ（料理人〈リタ・コルテセ〉）
- シンプル・ウィッシュ（リーナ〈テリー・ガー〉）
- スタートレック（クリスティン・チャペル〈メイジェル・バレット〉）※ソフト版
- ストーカー（ウェイトレス）
- スピード（キーグ、黒人女2）※フジテレビ版
- スピード2（デビー〈コリーン・キャンプ〉）※ソフト版、（セレステ〈ロイス・チャイルズ〉）※フジテレビ版
- スリー・キングス ※フジテレビ版
- 世界で一番パパが好き!
- セックス・アンド・マネー（ジェーン〈フランシス・マクドーマンド〉）
- ターミナル（ニュースキャスター）※ソフト版
- ターンレフト・ターンライト（女将）
- TAXi（カミーユ）※ソフト版
- ダニエル・スティール/愛のカレイドスコープ・訣別の微笑（アリス）※テレビ東京版
- 007 ロシアより愛をこめて（ローザ・クレップ〈ロッテ・レーニャ〉）※ソフト版
- ダンク・ブラザース/脱線ファンにご用心（おばあちゃん）
- チーター・ガールズ2
- チャーリーズ・エンジェル フルスロットル（シスター〈キャリー・フィッシャー〉）※テレビ朝日版
- チャイニーズ・ウォリアーズ
- 沈黙の陰謀（モリー）※日本テレビ版
- 沈黙の奪還（コクラン大使〈イメルダ・スタウントン〉）
- 沈黙の要塞（バーの主人）※テレビ朝日版
- 冷たい月を抱く女（ダナ・ハリス刑事〈ビビ・ニューワース〉）※VHS版
- ティアーズ・オブ・ザ・サン（シスター・グレイス〈フィオヌラ・フラナガン〉）
- ティコ・ムーン（エヴァ・マクビー〈マリー・ラフォレ〉）
- デッドコースター ファイナル・デスティネーション2（ノーラ・カーペンター〈リンダ・ボイド〉）※ソフト版
- デューンシリーズ
  - DUNE/デューン 砂の惑星（シャダウト・メイプス〈ゴルダ・ロシューベル〉[26]）
  - デューン 砂の惑星PART2（古代の声[27]）
- デンジャラス・バディ
- トゥー・ウィークス・ノーティス（ヘレン）
- トゥルーマン・ショー（アンジェラ・バーバンク〈ホランド・テイラー〉）
- トランスフォーマー/ダークサイド・ムーン（シャーロット・メアリング〈フランシス・マクドーマンド〉）
- トレマーズ3（ナンシー・スタングット）
- 永遠に美しく… ※日本テレビ版
- ナイルの宝石 ※テレビ朝日版
- ナニー・マクフィーの魔法のステッキ（クィックリー夫人）※ソフト版
- ノイズ（ドクター・パドラパ〈サマンサ・エッガー〉）※ソフト版
- バードマン あるいは（無知がもたらす予期せぬ奇跡）（タビサ・ディッキンソン〈リンジー・ダンカン〉）
- 陪審員 ※日本テレビ版
- パウダー（マクシーン〈スーザン・ティレル〉）
- 博士と彼女のセオリー（イゾベル・ホーキング）
- 裸の銃を持つ逃亡者（バグリー〈レスリー・ジョーンズ〉）
- パッチ・アダムス トゥルー・ストーリー（ジョレッタ〈イルマ・P・ホール〉）
- BATS 蝙蝠地獄（アマンダ・ブランソン市長）
- パディントンシリーズ（バードさん〈ジュリー・ウォルターズ〉）
  - パディントン[28]
  - パディントン2[29]
  - パディントン 消えた黄金郷の秘密[30]
- ハネムーン・イン・ベガス（ビー・シンガー〈アン・バンクロフト〉）
- パラノーマル・アクティビティ3（ロイス〈ハリー・フット〉）
- ハリー・ポッターと不死鳥の騎士団
- 判決前夜/ビフォア・アンド・アフター
- ハンコック（群集の女性）
- ビッグママ・ハウス（パターソン）
- ヒッチャーII 心臓"完全"停止（ボニー・エスターリッジ）
- ピノッキオの冒険（妖精〈ジーナ・ロロブリジーダ〉）
- ビバリーヒルズ・コップ3 ※フジテレビ版
- ビューティフル・ピープル
- フィーリング・ミネソタ（ノラ・クレイトン〈チューズデイ・ウェルド〉）
- フォーチュン・クッキー
- 不機嫌な赤いバラ（サインをねだる女性）
- ふたりのパラダイス（キャシー）
- プライベート・ライアン（マーガレット・ライアン）※ソフト版
- ブラッドレイン（占い師〈ジェラルディン・チャップリン〉）
- プラトーン（老女）※テレビ東京版
- ブルドッグ（清掃の小母）
- ブロンクス 破滅の銃声（母〈キャスリーン・チャルファント〉）
- ヘンリー・フール（メアリー）
- ヘンリー・プールはここにいる 〜壁の神様〜（エスペランザ〈アドリアナ・バラッザ〉）
- ホーム・アローン（アイリーン〈ビリー・バード〉、ドラッグストア店員）※テレビ朝日版
- ホーンテッド（オルガ）
- マシニスト
- マペットめざせブロードウェイ! ※ソニー・ピクチャーズ版
- マルホランド・ドライブ
- ミザリー
- ミステリー、アラスカ
- M:i:III（サリー）※フジテレビ版
- ミッション:マストダイ（コズロフスカ大佐）
- ムーンフォール（エレーン〈キャスリーン・フィー〉[31]）
- ムーンライト・マイル（ジョージョー〈スーザン・サランドン〉）
- メイド・イン・アメリカ（精子バンクのナース）
- メッセージ・イン・ア・ボトル（マータ・ランド）
- モニカ・ベルッチのエッチなだけじゃダメかしら?（ルクレチア・ランバルディ）
- ゆかいなブレディー家/トラブルinハワイ（カミングス先生、ザ・ザ・ガボール）
- 余命90分の男（ペティ〈メリッサ・レオ〉）
- ライセンス・トゥ・ウェディング（ボーマル）
- ラストナイト・イン・ソーホー（ペギー〈リタ・トゥシンハム〉[32]）
- 理想の結婚（レディ・マークビー〈リンジー・ダンカン〉）
- リトル・ブッダ
- レインメーカー（ドット・ブラック〈メアリー・ケイ・プレイス〉）
- レオン ※完全版新録
- REM レム（エドの母）
- ロード・トゥ・パーディション（ヴァージニア）
- ローマの休日（伯爵夫人）※PDDVD版
- ローラーガールズ・ダイアリー（ブルック・キャヴェンダー〈マーシャ・ゲイ・ハーデン〉）
- ロック、ストック&トゥー・スモーキング・バレルズ（リトル・クリス、タニア）
- ロッタちゃんと赤いじてんしゃ（おばあちゃん）※ソフト版
- 私たちの幸せな時間（ホン）
- ワンダー・ウーマンとマーストン教授の秘密（ジョゼット・フランク〈コニー・ブリットン〉）

#### ドラマ
- iCarly（ノーラの母）
- アガサ・クリスティー トミーとタペンス -2人で探偵を-（リタ・ヴァンデメイヤー〈アリス・クリーグ〉）
- アガサ・クリスティー ミス・マープル スリーピング・マーダー（ミセス・パジェット〈ユーナ・スタッブス〉）
- あなたにムチュー（テレサ〈ナンシー・ダソルト〉）
- アンネ・フランク（アウグステ・ファン・ペルス〈ブレンダ・ブレッシン〉）
- アンフォゲッタブル 完全記憶捜査（スー・ケリー）
- ER緊急救命室
  - シーズン1 #1,#4,#6※役名表記無し、#2,#3（ヘレン・ハサウェイ〈ジョルジ・タージャン〉）、#10（アルビノ）、#11（フローラ〈ジャネット・ミラー〉）、#19（セイディ・ハベル〈エディス・フェロウズ〉）、#22,#24,#25（サンドラ・リー〈マリオン・ユエ〉）
  - シーズン2 #2（イスマニア〈カルメン・センコ〉）、#3（ローレル）、#9（住人）、#11（カールソン〈マリ・ゴーマン〉）
  - シーズン3 - 5（ヘレン・ハサウェイ〈ローズ・グレゴリオ〉）
  - シーズン7 #15（ファブロン〈リサ・ラッジョ〉）
  - シーズン8 #14（ジンジャー・ジョーンズ〈デビー・リー・キャリントン〉）
  - シーズン14 #2（ロージー〈リズ・モンゴメリー〉）
  - シーズン15 #17,#18（メアリー・タガート〈エイミー・マディガン〉）
- イカゲーム（453番）
- IT ※テレビ東京版
- インディ・ジョーンズ/若き日の大冒険
- WITHOUT A TRACE/FBI 失踪者を追え!
  - シーズン1（キャファティ）
  - シーズン3（厨房スタッフ）
- ウェイワード・パインズ 出口のない街（パム〈メリッサ・レオ〉）
- OZ/オズ（ピーター・マリー・レイモンド〈リタ・モレノ〉）
- カリフォルニケーション シーズン6 #10（フェイスの母〈メアリー・ケイ・プレイス〉）
- 宮廷女官チャングムの誓い（東宮殿サングン）
- 恐竜家族
- クリミナル・マインド7 FBI行動分析課（リンダ・コリンズ〈キャシー・ベイカー〉）
- クリミナル・マインド 特命捜査班レッドセル（マーガレット・マッケンナ）
- コールドケース6（ジェームズ・ドリュー）
- コールドケース7 ザ・ファイナル（グレイス・スターン〈アニタ・ジレット〉）
- ゴシップガール（シシー・ローズ）
- シークエスト パイロット版（ジェニー）
- シー・ハルク:ザ・アトーニー（ルナ）
- ジェリコ 閉ざされた街（ゲイル・グリーン〈パメラ・リード〉）
- SHERLOCK（シャーロック）
- シャーロック・ホームズの冒険 サセックスの吸血鬼（メイソン夫人）※追加収録部分
- スーパーナチュラル（オルガ〈リンダ・ブレア〉）
- スタートレック:ヴォイジャー（キリアン人調停者、オダラ大臣）
- スタートレック:ディープ・スペース・ナイン（クレタク）
- スタートレック:ピカード（ヴァーディク〈アマンダ・プラマー〉）
- S.W.A.T. シーズン5 #1・2（イサベル）
- ゾウズ・フー・キル 殺意の深層
- 大草原の小さな家（ハリエット・オルソン〈キャサリン・マグレガー〉[33]）※NHK BSプレミアム版
- たどりつけばアラスカ（イブ〈ヴァレリー・マハフェイ〉）
- ダメージ2（ステファニア）
- CHUCK/チャック（ダイアン・ベックマン〈ボニータ・フリーデリシー〉）
- デューン/砂の惑星II（ウェンシシア〈スーザン・サランドン〉）
- ナース・ジャッキー4（ロベルタ）
- バーン・ノーティス 元スパイの逆襲（ローラ）
- ビバリーヒルズ青春白書（フェリース）
- フォーリング スカイズ（ソーニャ・レンケン）
- 不滅の恋人（チャヒョンの母〈キム・ミギョン〉[34]）
- BLOODLINE ブラッドライン（サリー・レイバーン〈シシー・スペイセク〉）
- ベティ〜愛と裏切りの秘書室（マルガリータ・サエンス、ソフィア・ロドリゲス）
  - エコモダ〜愛と情熱の社長室（ソフィア・ロドリゲス）
- BONES シーズン4（モーラ）
- ボバ・フェット/The Book of Boba Fett（ペリ・モットー〈エイミー・セダリス〉）
- ホワイトチャペル3 終わりなき殺意（アデリーナ）
- マーダーズ・イン・ビルディング（ジョイ）[35]
- マイ・スイート・メモリーズ（クッキー）
- マンダロリアン（ペリ・モット〈エイミー・セダリス〉）
- ミステリー・ゾーン シーズン1 #7（アリーシャ〈ジーン・マーシュ〉）、#8（ヘレン・ビーミス、チェスター夫人）※ソフト版
- ミストレス 愛人たちの秘密（トルーディ・マロイ）
- 名探偵ポワロ 青列車の秘密
- ラブレイン
- レジデント 型破りな天才研修医（レーン・ハンター〈メリーナ・カナカレデス〉）
- ロイヤル・スキャンダル 〜エリザベス女王の苦悩〜（レディー・メアリー・ラッセルのボイスオーバー）
- 私はラブ・リーガル2（マリアン・ポーター〈ヴェロニカ・カートライト〉）
- ワンダヴィジョン（ハート夫人〈デブラ・ジョー・ラップ〉）

#### アニメ
- アーロと少年（ラリーン）
- アングリーバード（シャーリー）
- インサイド・ヘッド（ママのイカリ）
  - インサイド・ヘッド2（ナツカシ、ママのイカリ[36]）
- 宇宙家族ジェットソンと原始家族フリントストーン（ベティ・ラブル）
- カーズ/クロスロード（ミス・フリッター）
- くまのパディントン（バードさん 他）
- コララインとボタンの魔女 3D（ワイビーの祖母）
- ザ・シンプソンズ（グラディス・シンプソン、バーバラ・ブッシュ 他）
  - ザ・シンプソンズ MOVIE（リンジー・ネグル）※オリジナル版
- 少女チャングムの夢（ウン尚宮）
- ジミー・ニュートロン 僕は天才発明家!（ファウル先生）
- シュガー・ラッシュ:オンライン（イーベイ・エレーン[37]、ジミーのおばあちゃん[38]）
- シュレック（老婆）
- シルベスター&トゥイーティー ミステリー
- スパイダーマンシリーズ（2003年7月 - 2006年1月、メイ・パーカー）
  - スパイダーマン ※1981年制作、2003年夏頃放送版
  - スパイダーマン ※1967年制作、2003年10月放送版
  - スパイダーマン (1994年版)
  - スパイダーマン&アメイジング・フレンズ ※トゥーン・ディズニー版
- スマーフ（ガーガメルのママ）
- ソウルフル・ワールド（リバ[39]）
- ターザン（タントーのママ）
- タンタンの冒険
- ちいさなプリンセス ソフィア（モルガナ）
- ティム・バートンのコープスブライド
- トムとジェリー ショー（ヒルディ、老女、マートル、ルエラ）
- トムとジェリー テイルズ（緑の魔女、スピナー）
- 長ぐつをはいたネコ
- バットマン
- バットマン・ザ・フューチャー（ステファニー博士）
- ビー・ムービー（おばあちゃん）
- ピノキオ 新しい冒険（ビーアトリス）
- ピンクパンサーシリーズ ※ビデオオリジナル版
- ファインディング・ニモ（ピーチ）
  - ファインディング・ドリー（ピーチ）
- 冬のソナタアニメ版（女子修道院長）
- ヘラクレス（地震女、アテナ）
- マジック・スクール・バス（ネットフリックス版）（フリズル先生）
- マダガスカルシリーズ
  - マダガスカル
  - マダガスカル2（ナナ）
- ミラキュラス レディバグ&シャノワール（マリアンヌ / バックワーダー）
- モンスター・ホテル（いじわるグレムリン[40]）
- ラマになった王様シリーズ（マタ）
  - ラマになった王様
  - ラマになった王様2 クロンクのノリノリ大作戦
  - ラマだった王様 学校へ行こう!
- リトル・ベア（おばあさん）
- リトル・マーメイドIII はじまりの物語（マリーナ・デル・レイ）
- 烈火澆愁（畢春生 / ビー・チュンション[41]）
- ロッキーとブルウィンクルの大冒険（ピーチファズ）
- 私ときどきレッサーパンダ（メイの祖母[42]）
- 百妖譜（張夫人）

### ナレーション
- ネタニヤフの素顔
- パチンコ・ベルサイユのバラ

### その他
- ニモ&フレンズ・シーライダー（ピーチ）

### シリーズ一覧
1. ↑  第1期（1999年）、第2期『だいすき！ぶぶチャチャ』（2001年）
2. ↑  第1期（2020年）、第2期（2022年）、第3期（2023年）、第4期（2025年）
3. ↑  第1クール（2023年）、第2クール（2023年）

### 初出話一覧
1. ↑  第37話初出
2. 1 2 3  第1話初出
3. ↑  第5話初出
4. 1 2  第2話初出
5. ↑  第12話初出
6. ↑  第6話初出
7. ↑  第31話初出
8. ↑  第4話初出
9. ↑  第7話初出